# Minkhotana
Minkhotana (Minchumina Lake people), naziv za jednu skupinu sjevernih Atapaska, koja po Swantonu pripada plemenu Tanana, dok drugi autori (Gudgel-Holmes 1990) kažu da pripadaju Koyukonima. Sastoje se od dvije bande, Minchumina-Bearpaw Band i Cosna-Manly Band. Njihov tradicionalni teritorij protezao se od rijeke Kantishna istočno od jezera Minchumine, južno do McKinley Forka, pritoka rijeke Kuskokwim i istočno do planinskog lanca Alaska (Holmes & Gudgel-Holmes 1987).
Prvi dokumentirani izravan kontakt Euroamerikanaca s domorodcima Aljaske na jezeru Minchumina bila je vojna ekspedicija 1899. koju je predvodio poručnik Joseph Herron, gdje je skupina dokumentirala 15 domorodaca Aljaske koji žive na jezeru Minchumina (Holmes & GudgelHolmes 1987; Herron 1909), Minkhotanas, koji su povezani s jezerom Telida i jezerom Minchumina. Počevši od 1907. s Georgeom Gordonom (Holmes & GudgelHolmes 1987), nekoliko lovaca i tragača počelo je stizati na jezero Minchumina, naposljetku izgradivši kolibe u kojima su mogli prezimiti i loviti krzna.